# Позачасся (роман)
«Позачасся» (англ. Timeless) — стімпанк-паранормальний любовний роман Ґейл Керріґер. Випущена 28 лютого 2012 року видавництвом Orbit Books, «Позачасся» є п'ятою і останньою книгою в списку бестселерів New York Times серії «Протекторат Парасольки», у кожному з яких головною героїнею є Алексія Таработті, жінка без душі.

## Сюжет
Поєднання стімпанку з міським фентезі, події «Позачасся» відбуваються у версії альтернативної історії Британії Вікторіанської доби, де вампірів і перевертнів приймають як членів суспільства, часто у вищому класі. Головною героїнею роману є Алексія Таработті, леді Маккон, яка «бездушна» і, отже, не піддається впливу сил надприродних істот.
Два роки минули мирно, або настільки мирно, як можна очікувати, в сім'ї з альфа-чоловіком-перевертнем і малюком, який у незручні моменти схильний ставати волохатим. Мир раптово закінчується, коли Алексію викликають до Александрії, щоб зустрітися з їхньою стародавньою королевою вампірів. Тепер усі у сфері Алексії — люди, надприродні чи мертві; у Лондоні, Шотландії чи Єгипті — повинні розгадати таємницю чуми-знищувачки богів.

## Історія видання
- 2012, США, Orbit Books ISBN 0-316-12718-3, дата публікації 28 лютого 2012 р., м'яка обкладинка
- 2012, Велика Британія, Orbit Books ISBN 1-84149-987-0, дата публікації 1 березня 2012 р., м'яка обкладинка

Як і у випадку з першими чотирма романами серії, цю обкладинку розробила Лорен Панепінто, а моделлю на обкладинці є Донна Річчі. Оригінальні фотографії Річчі для цієї обкладинки були зроблені Pixie Vision Productions.
Незважаючи на те, що на офіційному веб-сайті авторки зазначено французькі, німецькі та тайські переклади цього роману, які мають вийти найближчим часом, жодних конкретних дат публікації для будь-яких неанглійських видань «Позачасся» ще не було оголошено.

## Відгуки
«Позачасся» був бестселером New York Times, Locus і Publishers Weekly; найкращою книгою публічної бібліотеки Лос-Анджелеса 2012 року; отримав премію Prix Julia Verlanger Award 2013.